# Commission mixte internationale
Pour les articles homonymes, voir IJC.

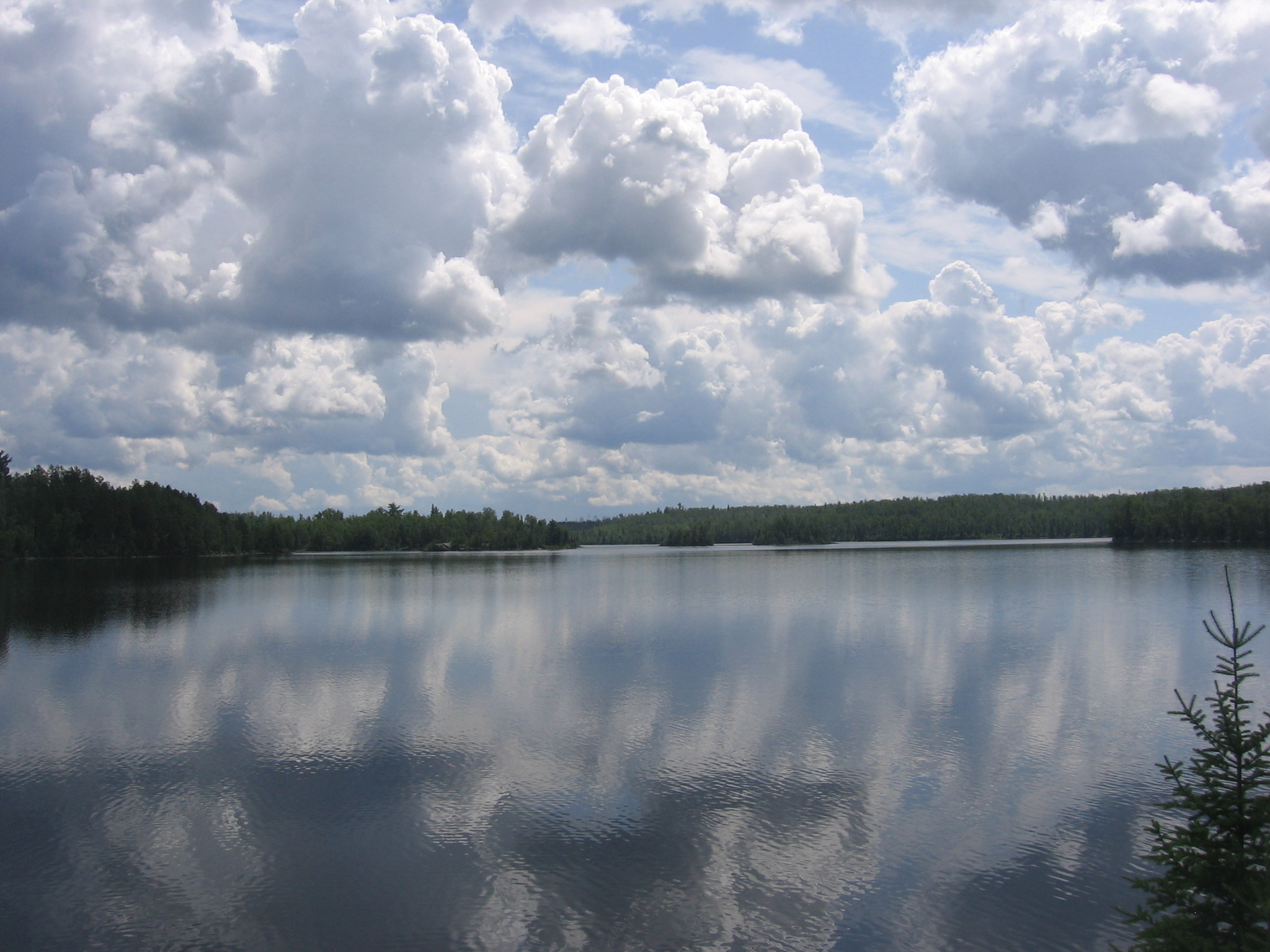
Plan d'eau de la Boundary Waters Canoe Area Wildernessfaisant partie de la frontière entre le Canada et les États-Unis dans la région des Grands Lacs.

La Commission mixte internationale ou CMI (en anglais, International Joint Commission ou IJC) est une organisation canado-américaine dont la fonction est la gestion judicieuse de ces eaux limitrophes entre les deux pays en vue de les protéger au profit des générations actuelles et futures. La Commission fut créé par le Traité des eaux limitrophes signé par le Canada et les États-Unis en 1909 et ses responsabilités étendues par l’Accord relatif à la qualité de l'eau dans les Grands Lacs de 1972. Ce traité énonce des principes généraux afin de prévenir et de résoudre les différends au sujet de l'utilisation des eaux que se partagent le Canada et les États‑Unis, et de régler d'autres problèmes transfrontaliers.
Les responsabilités de la CMI sont : régir l'utilisation des eaux communes et enquêter sur les problèmes transfrontaliers en vue de recommander des solutions. Ses recommandations et décisions doivent tenir compte des besoins en eau potable, pour la navigation commerciale, la production d'hydroélectricité, l'agriculture, les industries, la pêche, la navigation de plaisance et les propriétés riveraines.

## Mission
La Commission tient des réunions publiques tous les deux ans reliées aux différents traités signés entre les deux pays à ce sujet. Elle est composée de trois membres canadiens et de trois membres américains. Se but est d'aider à prévenir et résoudre les différends sur l'utilisation et la qualité des eaux limitrophes et à conseiller le Canada et les États-Unis sur les questions relatives aux ressources en eau. Il a été consulté pendant des décennies au cours du développement de la Voie maritime du Saint-Laurent et des nombreux ponts qui ont été construits en tant que passages frontaliers internationaux sur le fleuve Saint-Laurent et d'autres voies navigables. 
Le personnel permanent de la CMI s'occupe au jour-le-jour de monter les dossiers sur des sujets reliés aux différents traités :
Traité des eaux limitrophes
Ce traité porte sur l'utilisation de leurs eaux communes et stipule, ce qui était avant-gardiste en 1909, que les eaux ne seront d'aucune façon contaminées par aucun des signataires afin de protéger les biens et la santé des deux. La frontière entre le Canada et les États-Unis va de la côte de l'océan Atlantique à celle du Pacifique et comporte ainsi nombre de rivières, fleuves et lacs frontaliers entre 7 provinces canadiennes (sur 10), plus un territoire, et 14 États américains qui doivent être protégés.
Accord relatif à la qualité de l'eau dans les Grands Lacs
Cet accord donne le mandat à la CMI de conseiller les dirigeants des deux pays pour trouver un accord sur les mesures à prendre pour assainir les Grands Lacs et du fleuve Saint-Laurent, notamment en construisant des stations de traitement des eaux usées et en réduisant les rejets industriels dans la région des Grands Lacs. Renouvelé en 1978, le traitement des substances toxiques rémanentes, qui demeurent dans l'environnement pendant de nombreuses années, fut ajouté.
Accord Canada-États-Unis sur la qualité de l'air
Cet accord vise à réduire de façon significative les émissions de polluants, à l'origine des pluies acides et qui contribuent au smog, dont une grande partie sont produites et affectent les eaux frontalières.
Traité du fleuve Columbia
Dans les années 1940, les dirigeants des États-Unis et du Canada ont entamé un long processus en vue de trouver une solution commune aux inondations causées par le fleuve Columbia qui ont abouti en 1961 à la signature du Traité du fleuve Columbia. Ce dernier vise à la régularisation commune des ressources en eau dans le cours supérieur du bassin du fleuve Columbia.